# Любен Попов (актьор)
Вижте пояснителната страница за други личности с името Любен Попов.
Любен Атанасов Попов е български драматичен актьор.

## Биография
Роден е в Попово на 7 юли 1899 г. През 1919 г. дебютира на сцената на Плевенския театър, където работи с прекъсвания до 1931 г. Актьор е в театрите във Велико Търново, Видин, Бургас, Пловдив, Русе, Варна, Стара Загора. От 1941 до 1944 г. е актьор в Скопския народен театър. Почива на 14 януари 1985 г. в София.

## Роли
Любен Попов играе множество роли, по-значимите са:
- Асен – „Иванко“ от Васил Друмев
- Исак – „Иванко“ от Васил Друмев
- Македонски – „Хъшове“ от Иван Вазов
- Динко – „Вампир“ от Антон Страшимиров
- Фердинанд – „Царска милост“ от Камен Зидаров
- Полковник Витанов – „Когато гръм удари“ от Пейо Яворов
- Нягул – „Албена“ от Йордан Йовков
- Клавдий – „Хамлет“ от Уилям Шекспир[1]

## Признание
- Първи артист в Русенски народен театър – от януари 1949 г.
- Орден „Кирил и Методий“ I степен
- Орден „Червено знаме на труда“
- Златна значка на Министерството на културата „100 години български театър“, 1957 г.
- Юбилейно чествана на 40 години сценична дейност в Русе, април 1959 г.
- Звание заслужил артист, 1967 г.
- Юбилеен медал „25 години народна власт“, 1969 г.[2]

Държавен архив – Русе разполага с фонд на актьора.